# 3,3'-联苯酚
3,3'-联苯酚是一种有机化合物，化学式为C12H10O2。它可由3-羟基苯硼酸在钯配合物催化下偶联制得，或由3,3'-联(苯甲醚)和三溴化硼反应得到。